# Agnorhiza ovata
Agnorhiza ovata là một loài thực vật có hoa trong họ Cúc. Loài này được (Torr. & A.Gray ex Torr. & A.Gray) W.A.Weber mô tả khoa học đầu tiên năm 1999.